# Отпътуването на Карлос III за Испания, видяно от морето
„Отпътуването на Карлос III за Испания, видяно от морето“ (на италиански: Partenza di Carlo per la Spagna vista dal mare) е картина на италианския художник и сценограф Антонио Джоли/Йоли от 1759 г. Картината (126 х 72 см) е изложена в Зала 33 на Национален музей „Каподимонте“, Неапол. Използваната техника е маслени бои върху платно.

## История
След смъртта на двамата си по-големи братя Карлос III де Бурбон наследява испанския престол. На 6 октомври 1759 г., след като оставя 8-годишния си син Фердинанд IV Неаполитански да управлява Неаполитанското и Сицилианско кралства, той напуска Неапол. Неаполитанският кралски двор, за да увековечи отплаването на краля, поръчва на художника Антонио Джоли изработката на картината. Тъй като възкачването на Карлос III на испанския престол е от международно значение и в европейските дворове има особено голям интерес към събитието, художникът рисува и копия на картината, съхранени в наши дни в Палата на Префектурата на Неапол, Музея „Прадо“ в Мадрид, Музея на историята на изкуството във Виена, сградата на Испанското посолство в Лисабон, от където изчезва през 1973 г. Оригиналът, който се съхранява в Кралския апартамент в Кралския дворец „Каподимонте“ в Неапол, е нарисуван в два екземпляра, но с различни точки на наблюдение: едната от морето, а другата – от сушата (Отпътуването на Карлос III за Испания, видяно от сушата).

## Описание
На картината е изобразена на преден план кралската флота, заминаваща за Испания от пристанището на Неапол на 7 октомври 1759 г. На фона е изобразен град Неапол: художникът използва класическата схема от 17 век на място, нарисувано от морето, дефинирана „от птичи поглед“ (въздушна перспектива). Освен пристанището на Неапол се виждат и Кастел дел Ово‎ и хълмът, върху който е построен, все още незастроен. Освен това хълмът вдясно, където е изобразен Кралският дворец „Каподимонте“, е особен: това обаче е нереалистична визия, тъй като през този период е построен само първият двор на двореца, докато платното изобразява това, което трябва да е било проект, изготвен от Джовани Антонио Медрано. 